# Greg LeMond
(Greg Lemond)
Gregory James LeMond (Lakewood, 26 giugno 1961) è un ex ciclista su strada statunitense.
Professionista dal 1981 al 1994, vinse tre Tour de France e due campionati del mondo in linea.

## Carriera
Tecnicamente era un passista-scalatore in grado di competere sia nelle corse a tappe che nelle gare in linea. 
Stilisticamente non era perfetto, ma il talento era indiscutibile.
Divenne un ciclista professionista nel 1981. Vinse i campionati del mondo su strada nel 1983, quattro anni dopo aver conseguito lo stesso successo fra gli juniores. In seguito si trasferì in Europa e gli fu data l'opportunità di disputare il Tour de France, in cui arrivò terzo nel 1984, secondo nel 1985 dietro al compagno di squadra Bernard Hinault (quell'anno, aggiudicandosi la cronometro di Lac de Vassivière, divenne il primo statunitense a vincere una tappa nella storia del Tour) e primo nel 1986.
Nell'aprile del 1987, durante una battuta di caccia in California, il cognato lo colpì accidentalmente al petto con un fucile a pallini. Il grave incidente costrinse LeMond ad abbandonare l'attività, ma lo statunitense riuscì a recuperare la forma migliore e a ripresentarsi due anni dopo ancora vincente. Si aggiudicò nuovamente il Tour nel 1989, dopo un duello con Laurent Fignon, sul quale prevalse per soli 8 secondi, e nel 1990.
Nel 1990 arriva il tris alla Grand Boucle, dopo uno straordinario duello con un giovane Claudio Chiappucci che a sorpresa lo costrinse a prendersi la maglia gialla solo nella penultima tappa a cronometro.
A partire dalla fine degli anni novanta si diletta nelle corse automobilistiche statunitensi. Dopo avere gareggiato per due anni nella US Formula Ford 2000, ha disputato qualche competizione di velocità turismo e nel 2005 ha provato a disputare la Pikes Peak al volante di una Toyota Corolla WRC. Il tentativo si è concluso con una uscita di strada assai leggera in un fossetto a lato strada, sufficiente però a eliminarlo dalla corsa.

## Palmarès
- 1978 (Dilettanti)

Vuelta de Bisbee
Cat's Hill Classic
- 1979 (Dilettanti)

Giro di San Francisco
Campionati del mondo, Prova in linea Juniores
Nevada City Classic
- 1980 (Dilettanti)

Giro di San Francisco
Nevada City Classic
Classifica generale Circuit de la Sarthe
- 1981

1ª tappa Tour de l'Oise
Nevada City Classic
Classifica generale Coors Classic
- 1982

3ª tappa Tirreno-Adriatico (Gubbio > Monte San Pietrangeli)
4ª tappa Grand Prix de l'Avenir
5ª tappa Grand Prix de l'Avenir
8ª tappa Grand Prix de l'Avenir
Classifica generale Grand Prix de l'Avenir
- 1983

1ª tappa Tour Méditerranéen
1ª tappa Critérium du Dauphiné Libéré (Sallanches > Oyonnax)
5ª tappa Critérium du Dauphiné Libéré (Voreppe > Briançon)
7ª tappa, 2ª semitappa Critérium du Dauphiné Libéré (Montélimar > Pierrelatte, cronometro)
Classifica generale Critérium du Dauphiné Libéré
Campionati del mondo, Prova in linea
- 1984

7ª tappa, 2ª semitappa Critérium du Dauphiné Libéré (Privas > Vals-les-Bains, cronometro)
- 1985

21ª tappa Tour de France (Circuit du Lac de Vassivière, cronometro)
4ª tappa, 1ª semitappa Coors Classic (Tahoe > Reno)
Classifica generale Coors Classic
- 1986

4ª tappa Vuelta a la Comunidad Valenciana (Burriana)
5ª tappa Giro d'Italia (Nicotera > Cosenza)
13ª tappa Tour de France (Pau > Luchon/Superbagnères)
Classifica generale Tour de France
4ª tappa, 1ª semitappa Coors Classic (Squaw Valley > Reno)
- 1989

5ª tappa Tour de France (Dinard > Rennes)
19ª tappa Tour de France (Villard-de-Lans > Aix-les-Bains)
21ª tappa Tour de France (Versailles > Parigi)
Classifica generale Tour de France
Campionati del mondo, Prova in linea
- 1990

Classifica generale Tour de France
- 1992

Classifica generale Tour DuPont

### Altri successi
- 1984

3ª tappa Tour de France (Louvroil > Valenciennes, cronosquadre)
Classifica giovani Tour de France
- 1985

3ª tappa Tour de France (Vitré > Fougères, cronosquadre)
Classifica combinata Tour de France
- 1986

Classifica combinata Tour de France
- 1986

Classifica a punti Tour de Suisse

## Piazzamenti

### Grandi Giri
- Giro d'Italia

1985: 3º
1986: 4º
1988: non partito (6ª tappa)
1989: 39º
1990: 105º
1991: non partito (15ª tappa)
1993: non partito (20ª tappa)
- Tour de France

1984: 3º
1985: 2º
1986: vincitore
1989: vincitore
1990: vincitore
1991: 7º
1992: ritirato (14ª tappa)
1994: ritirato (6ª tappa)
- Vuelta a España

1983: ritirato (17ª tappa)

### Classiche monumento
- Milano-Sanremo

1982: 17º
1983: 30º
1984: ritirato
1986: 2º
1990: ritirato
1991: ritirato
1992: 22º
1994: 140º
- Giro delle Fiandre

1984: 15º
1985: 7º
1986: 11º
1988: 30º
1989: 63º
1991: ritirato
1993: 25º
- Parigi-Roubaix

1985: 4º
1986: 30º
1991: 55º
1992: 9º
- Liegi-Bastogne-Liegi

1982: ritirato
1983: 78º
1984: 3º
1985: 17º
1986: 14º
- Giro di Lombardia

1983: 2º
1988: ritirato

### Competizioni mondiali
- Campionati del mondo

Praga 1981 - In linea: 47º
Goodwood 1982 - In linea: 2º
Altenrhein 1983 - In linea: vincitore
Barcellona 1984 - In linea: 27º
Giavera del Montello 1985 - In linea: 2º
Colorado Springs 1986 - In linea: 7º
Chambéry 1989 - In linea: vincitore
Utsunomiya 1990 - In linea: 4º
Stoccarda 1991 - In linea: ritirato

## Riconoscimenti
- Medaglia d'oro del Congresso nel 2020
- Mendrisio d'Oro del Velo Club Mendrisio nel 1986
- Sportivo mondiale dell'anno della La Gazzetta dello Sport nel 1989
- Campione dei Campioni de L'Équipe nel 1989
- Premio Henry Deutsch de la Meurthe dell'Accademia dello Sport nel 1989
- Sportivo dell'anno di Sports Illustrated nel 1989
- Sportivo dell'anno di ABC nel 1989 e 1990
- Inserito nella USA Cycling Hall of Fame nel 1996
- Inserito nella Top 25 della Cycling Hall of Fame